# BMW M3 (F80)
BMW M3 (F80) — пятое поколение BMW M3. Было представлено на Североамериканском автосалоне в 2014 году. Одновременно с запуском новой модели с производства была снята предыдущая E90.
Продажи автомобиля в Европе начались в марте 2014 года, а в России — летом 2014 года. F80 M3 продавался только в кузове седан. А купе и кабриолет выделены в отдельный модельный ряд M4. В 2015 году автомобиль прошёл рестайлинг.
В 2018 году производство автомобилей BMW M3 в США было остановлено из-за введения правил выбросов. С 2018 по 2020 год производился вариант BMW M3 CS с облегчёнными элементами кузова. Масса автомобиля была уменьшена на 60 кг.

## Технические характеристики
|                            | M3 Limousine            | M3 Limousine Competition | M3 Limousine CS       |
| -------------------------- | ----------------------- | ------------------------ | --------------------- |
| Годы производства          | 04.2014—05.2018         | 01.2016—05.2018          | 03.2018—05.2018       |
| Топливо                    | Бензиновое              | Бензиновое               | Бензиновое            |
| Количество цилиндров       | R6                      | R6                       | R6                    |
| Двигатель                  | S55B30                  | S55B30                   | S55B30                |
| Объём                      | 2979 см³                | 2979 см³                 | 2979 см³              |
| Мощность при об/мин        | 431 л. с. при 5500—7300 | 450 л. с. при 7000       | 460 л. с. при 6250    |
| Крутящий момент при об/мин | 550 Н*м при 1850—5500   | 550 Н*м при 1850—5500    | 600 Н*м при 4000—5380 |
| Трансмиссия                | 6-скор. МКПП            | 6-скор. МКПП             | 7-скор. DCT           |
| Трансмиссия (опционально)  | 7-скор. DCT             | 7-скор. DCT              | —                     |
| Привод                     | Задний                  | Задний                   | Задний                |
| Разгон до 100 км/ч         | 4,3 [4,1]               | 4,2 [4,0]                | 3,9 сек.              |
| Разгон до 200 км/ч         | 13,8 [13,6]             |                          |                       |
| Максимальная скорость      | 250 км/ч 280 км/ч       | 250 км/ч 280 км/ч        | 280 км/ч              |
| Расход топлива на 100 км   | 8,8 [8,3]               | 8,8 [8,3]                | 8,3                   |
| Выбросы CO2                | 204 [194]               | 204 [194]                | 194                   |
| ЭКО-стандарт               | Euro 6                  | Euro 6                   | Euro 6                |

## Галерея

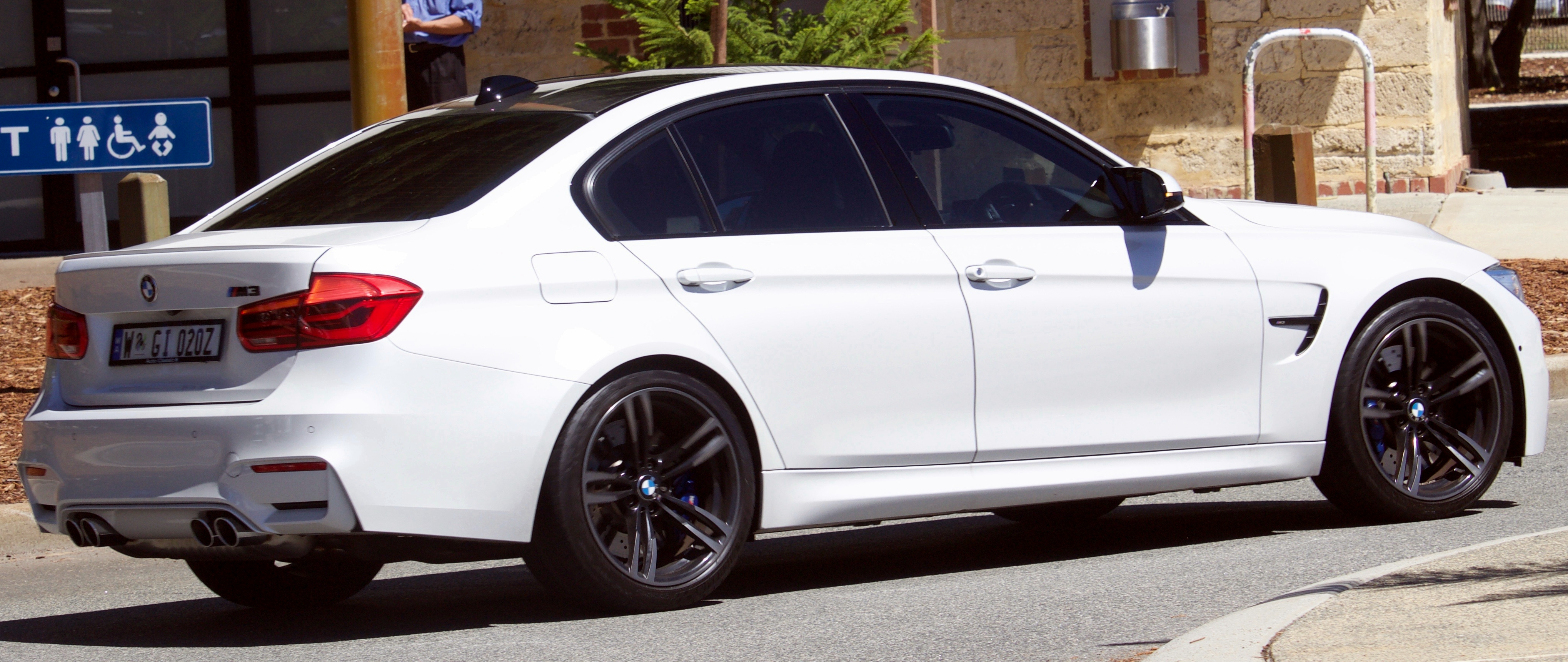
Вид сзади
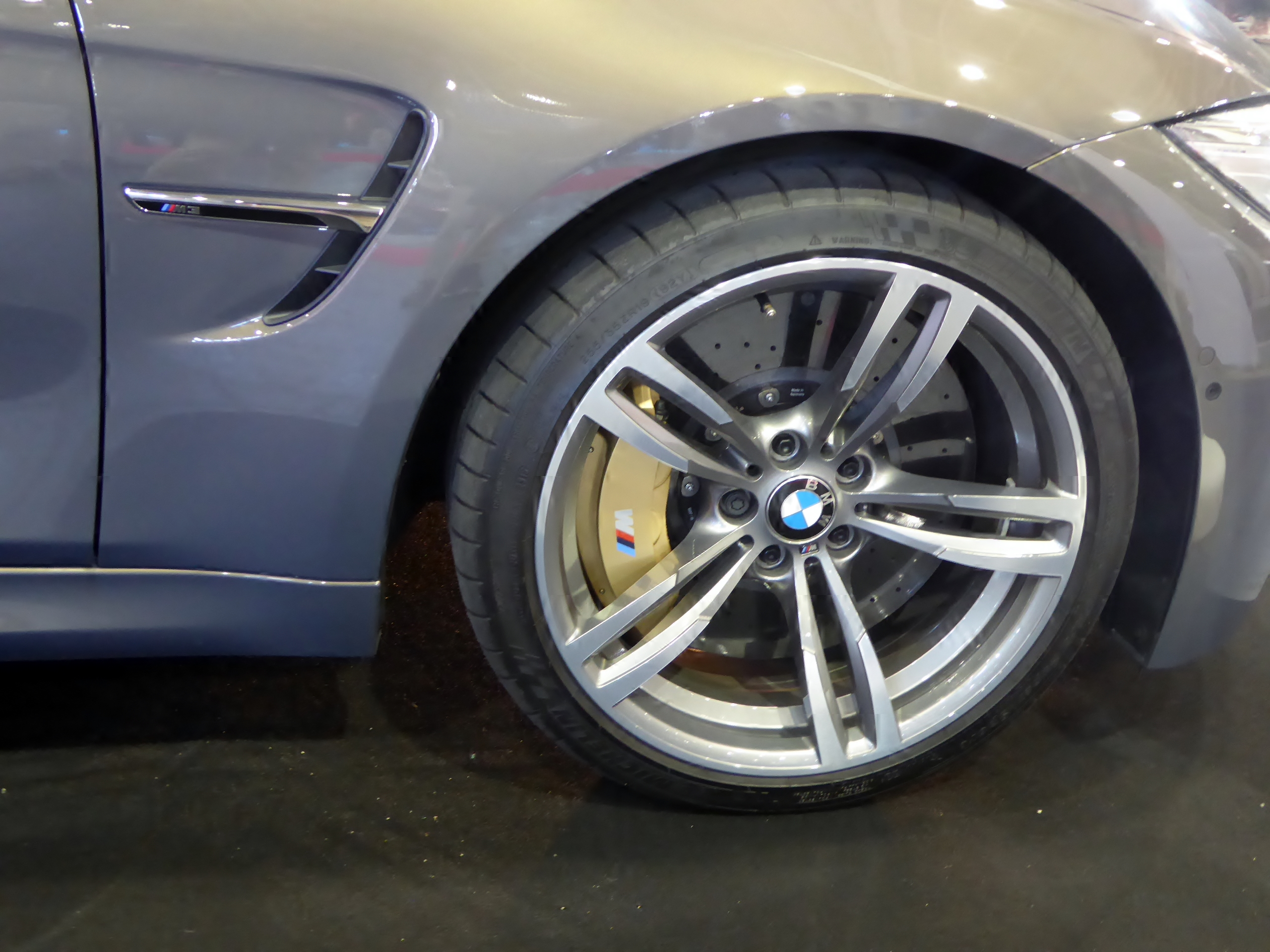
Диски автомобиля
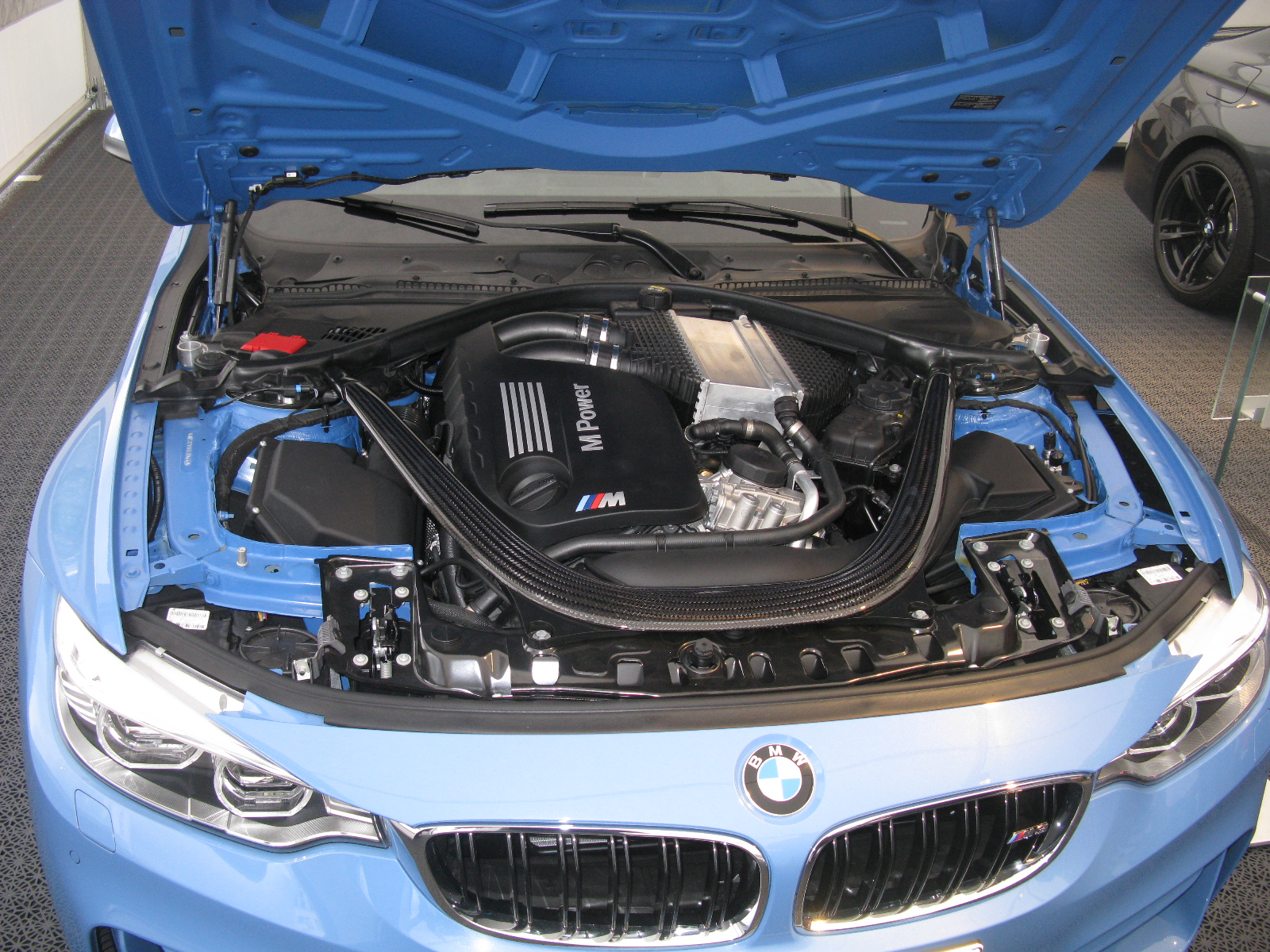
Моторный отсек
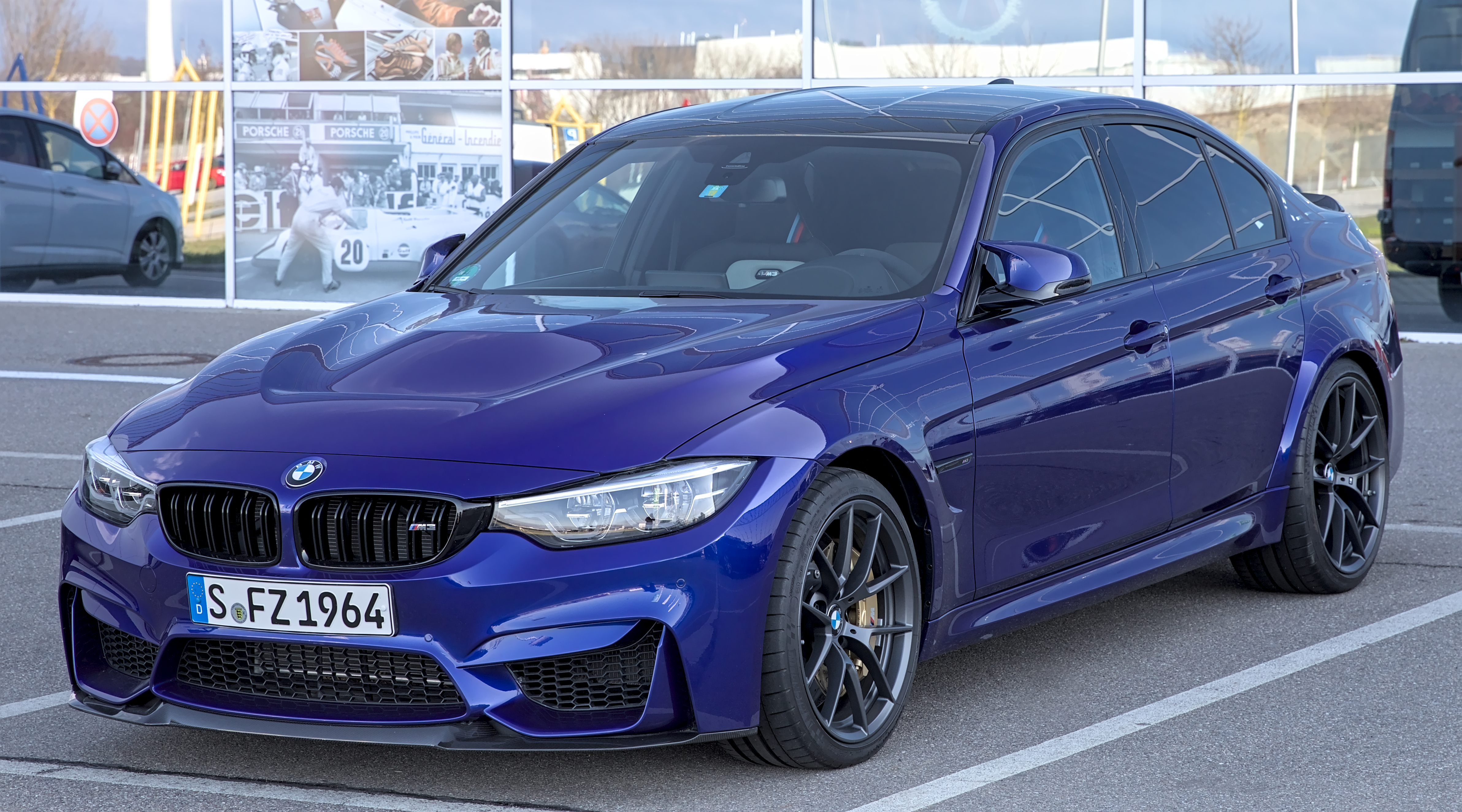
BMW M3 CS
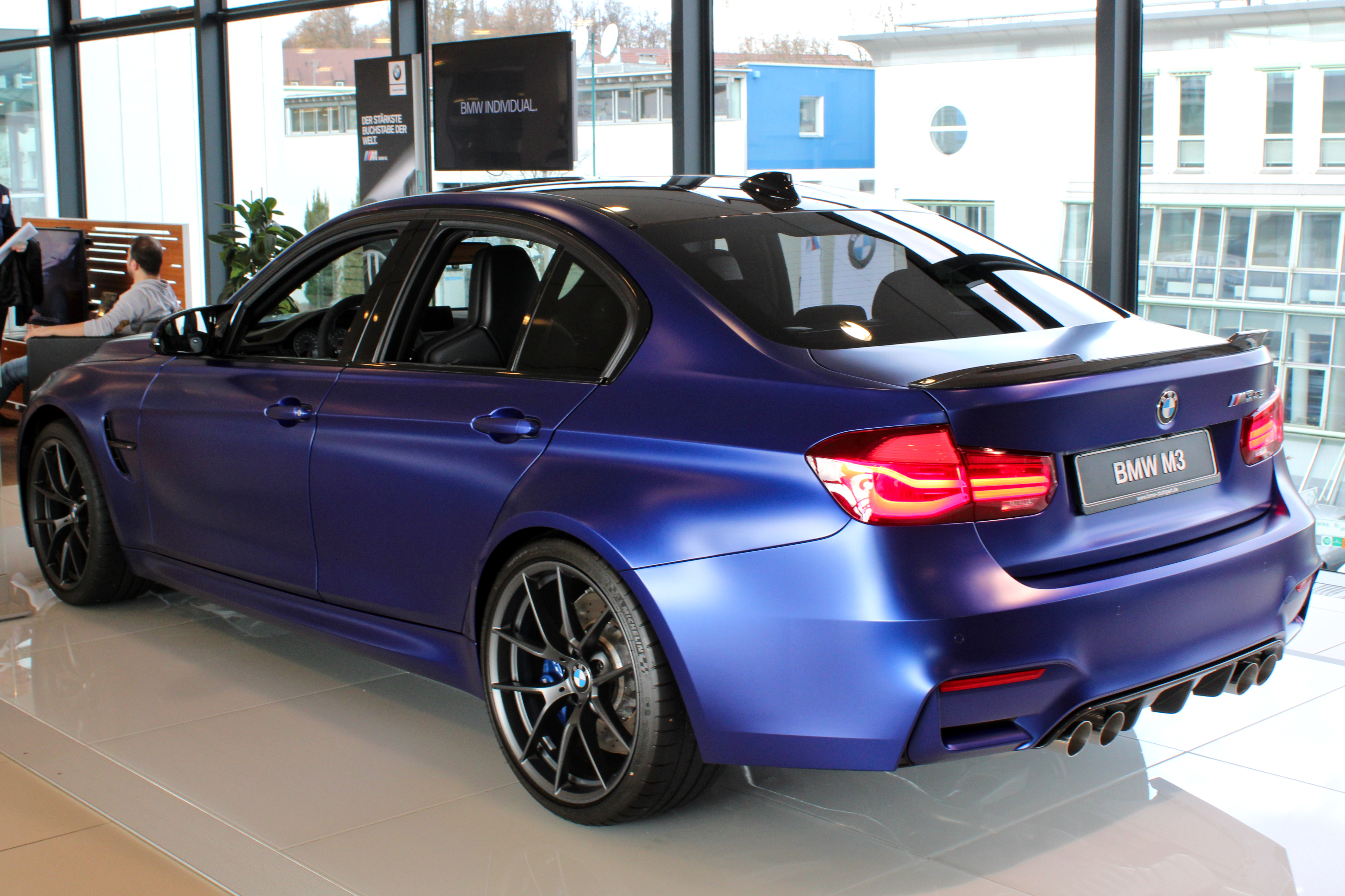
Вид сзади